# George Peabody
George Peabody (18. února 1795 South Danvers, Massachusetts – 4. listopadu 1869 Londýn) byl americký finančník a filantrop. Je považován za zakladatele moderní filantropie.
Peabody se narodil do chudé rodiny v Massachusetts a začal podnikat v oblasti drogistického zboží a později v bankovnictví. V roce 1837 se přestěhoval do Londýna (který byl tehdy hlavním městem světových financí), kde se stal nejvýznamnějším americkým bankéřem. Peabody, který neměl vlastního syna, jemuž by mohl předat své podnikání, přibral v roce 1854 jako partnera Juniuse Spencera Morgana. Jejich společný podnik se po Peabodyho odchodu do důchodu v roce 1864 stal globální finanční firmou J.P. Morgan & Co.
Ve stáří Peabody získal celosvětové uznání za filantropii. Založil Peabody Trust ve Velké Británii, Peabody Institute a George Peabody Library v americkém Baltimoru a stál za mnoha dalšími charitativními aktivitami. Za jeho štědrost mu byla udělena zlatá medaile Kongresu.

## Život

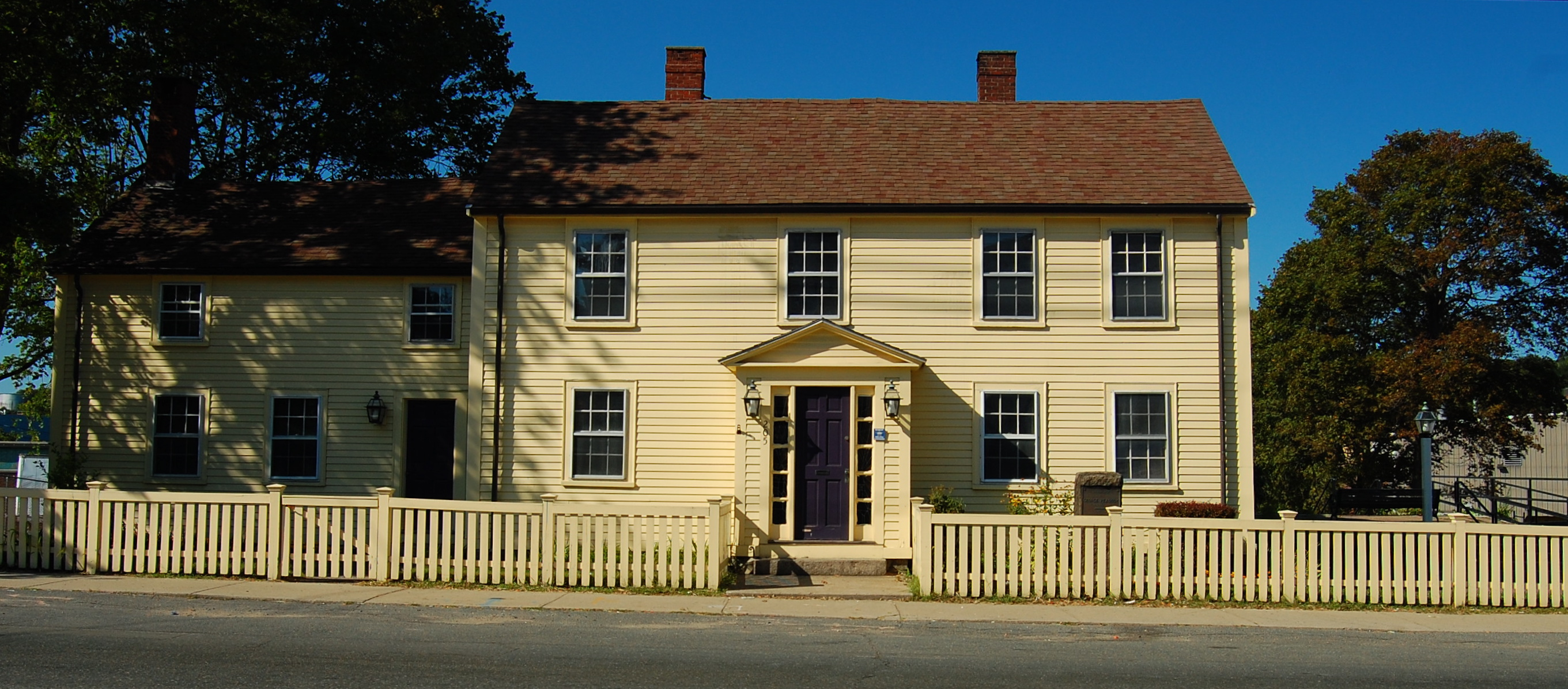
Peabodyho rodiště, nyní George Peabody House Museum

Peabody se narodil v roce 1795 v tehdejším South Danvers (nyní Peabody) v Massachusetts. Jeho rodina měla puritánské předky. Byl jedním ze sedmi dětí v chudé rodině a do školy mohl chodit jen několik let. V době dospívání mu zemřel otec a George pracoval v bratrově obchodě, aby pomohl uživit ovdovělou matku a šest sourozenců. Později řekl: „Nikdy jsem nezapomněl a nikdy nemohu zapomenout na velké strádání mých raných let“. Tyto faktory ovlivnily jeho pozdější tendence jak k šetrnosti, tak filantropii.
V roce 1816 se přestěhoval do Baltimore a stal se obchodníkem a finančníkem. V roce 1827 poprvé navštívil Anglii a snažil se využít svou firmu k prodeji dluhopisů amerických států. Během příštího desetiletí podnikl Peabody čtyři další cesty do Evropy, v Liverpoolu založil pobočku. Později založil v Londýně bankovní firmu George Peabody & Company. V roce 1837 se v Londýně usadil natrvalo.
V roce 1869 zde ve věku 74 let zemřel. Je pohřben v Salemu v Massachusetts.

## Filantropie
Ačkoli byl Peabody šetrný, až lakomý ke svým zaměstnancům a příbuzným, štědře dával peníze na veřejné účely. Stal se uznávaným otcem moderní filantropie. Následovali ho Johns Hopkins, Andrew Carnegie, John D. Rockefeller nebo Bill Gates. Ve Spojených státech měla jeho filantropie převážně podobu vzdělávacích iniciativ. V Británii poskytoval bydlení pro chudé.

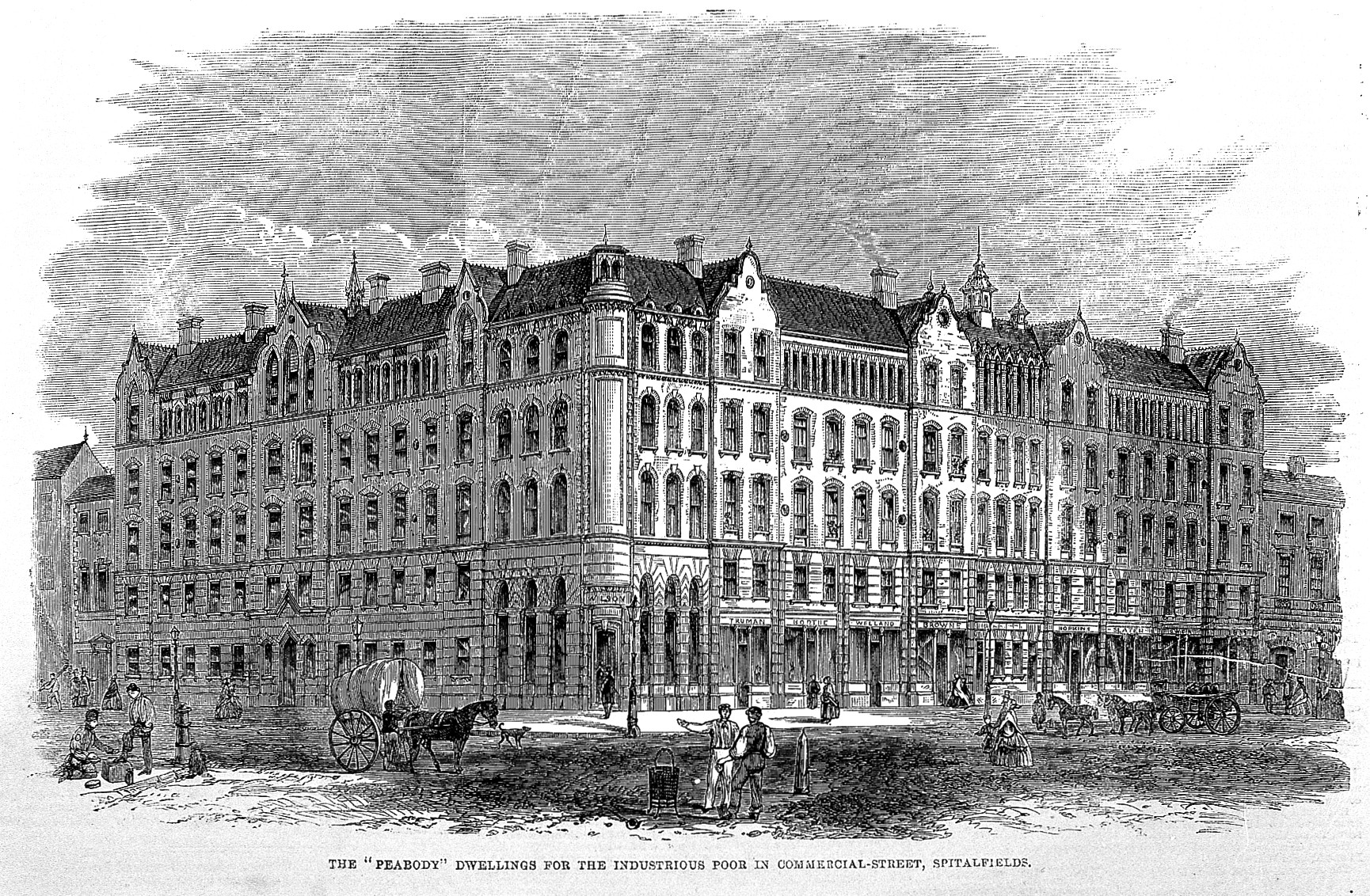
Bydlení Peabodyho pro chudé v Commercial Street v Londýně. Dřevoryt publikovaný v The Illustrated London News v roce 1863.

## Odkaz
Filantropie získala Peabodymu mnoho obdivovatelů. Byl oceňován evropskými současníky, jako byl premiér William Gladstone nebo spisovatel Victor Hugo. Britská královna Viktorie mu nabídla titul baronet, který odmítl.
Peabodyho rodiště, South Danvers v Massachusetts, změnilo v roce 1868 svůj název na město Peabody. Je po něm také pojmenována řada základních a středních škol ve Spojených státech.

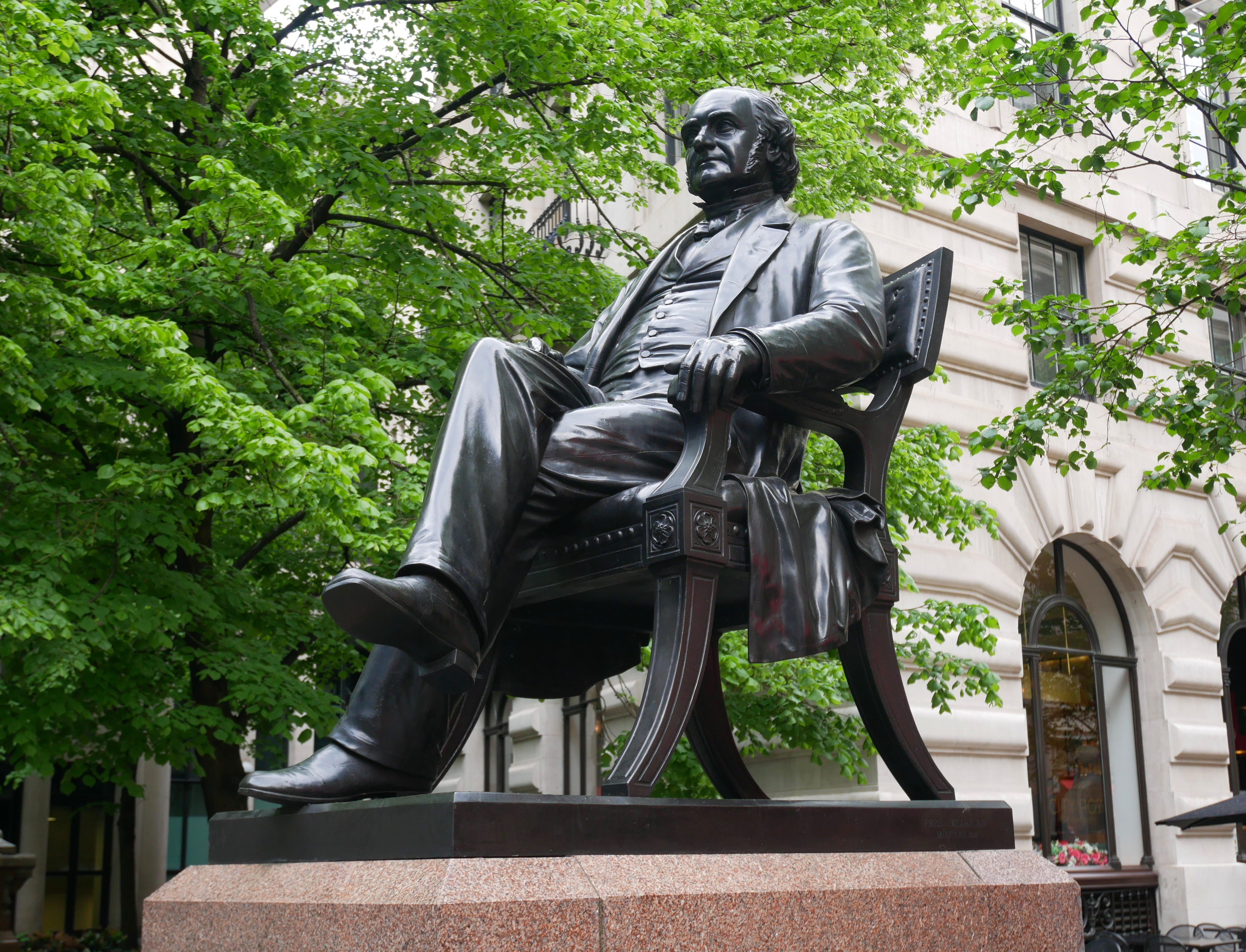
Socha u Královské burzy v Londýně